# The Storm Warriors
Série
The Storm Riders
(1998)
Pour plus de détails, voir Fiche technique et Distribution.
The Storm Warriors (風雲 II, Fung wan II) est un film fantastique hongkongais co-écrit, co-produit et réalisé par les frères Pang et sorti en 2009.
Suite de The Storm Riders (1998), il est basé sur le manhua Fung Wan (en) de Ma Wing-shing (en), plus précisément sur l'arc narratif de l'invasion japonaise appelée The Death Battle. Ekin Cheng et Aaron Kwok reprennent leurs rôles respectifs de Vent et Nuage et sont cette fois confrontés au Seigneur Sans Dieu (Simon Yam), un impitoyable chef de guerre japonais déterminé à envahir la Chine.
Cette suite est annoncée pour la première fois en mars 2008 après que Universe ait obtenu les droits de la franchise Fung Wan de l'ancien distributeur de films Golden Harvest. Les frères Pang visaient à créer un film à gros budget avec des effets visuels et ont déclaré que The Storm Warriors ne serait pas une suite directe de son prédécesseur de 1998. Le film est notable pour être le premier film en langue chinoise tourné sur fond bleu.

## Synopsis
Le terrible seigneur de guerre japonais Sans Dieu (Simon Yam) désire conquérir la Chine. Il menace le général ennemi pour qu'il se rende, fait prisonnier l'empereur (Patrick Tam) et soumet un grand nombre de maîtres d'arts martiaux en utilisant un poison spécial. Parmi les captifs se trouvent Nuage (Aaron Kwok) qui s'est rendu par souci pour Chu Chu (Tiffany Tang) et la légende des arts martiaux appelée Sans Nom (Kenny Ho (en)). Le seigneur Sans Dieu leur laisse deux choix, soit ils acceptent de se rendre et de travailler pour lui, soit ils seront exécutés. Aucun des maîtres n'accepte l'offre. Sans Nom se libère alors de ses chaînes, révélant que son assistant Tigre fantôme s'est évadé plus tôt pour donner à tous les maîtres l'antidote au poison. Nuage et Vent (Ekin Cheng) frappent directement le seigneur Sans Dieu sans effet notable, et même si plusieurs autres maîtres d'arts martiaux combinent leurs pouvoirs pour l'attaquer, ils perdent le combat et sont tués. Sans Nom lance son attaque spéciale sur Sans Dieu, utilisant son chi pour propulser toutes les épées des maîtres capturés sur lui. Il encaisse l'attaque de front et bloque toutes les épées tandis que Sans Nom souffre de graves blessures internes parce qu'il s'est surmené alors qu'il n'était pas complètement rétabli du poison. Certains autres artistes martiaux attaquent la prison à cheval et Sans Nom, Nuage, Vent et Chu Chu parviennent à s'échapper, tandis que Sans Dieu envoie son fils, Sans Cœur (Nicholas Tse) et deux lieutenants, Terre et Ciel, le poursuivre avec une armée, avec l'ordre de détruire toutes les écoles d'arts martiaux en chemin qui ne se rendront pas.
Sans Nom est gravement blessé et ne pourra pas récupérer toutes ses forces pour se battre contre Sans Dieu avant une importante période de temps, alors il envoie Nuage et Vent à la recherche du frère aîné du Roi cochon (Lam Suet), le seigneur Wicked, qui est la seule personne qui peut maintenant battre Sans Dieu. Ils se rendent à la montagne où il s'est caché du monde extérieur mais ne parviennent pas à le persuader de les aider, jusqu'à ce que la maîtresse de Vent, Deuxième Rêve (Charlene Choi), apparaisse et aide à le convaincre. Il sort alors de sa caverne, révélant qu'il a coupé ses propres bras il y a des années pour tenter d'arrêter de tuer des innocents parce qu'il avait perdu le contrôle de lui-même dans sa jeunesse en pratiquant un kung-fu diabolique. Il lance quelques cailloux à Nuage et Vent pour tester leur réaction, Nuage les détruit totalement que Vent les attrape intacts. Le seigneur Wicked déclare que Nuage est trop agressif et ne sera pas en mesure de supporter l'entraînement au kung-fu diabolique, tandis que Vent a plus de contrôle et pourrait être en mesure de revenir à la normale. Wicked commence alors à entraîner Vent tandis que Nuage est convoqué pour rencontrer Sans Nom au temple Lin Yi.
Au temple Lin Yi, Nuage combat un Sans Nom déguisé, qui déclare que Nuage a un potentiel énorme, capable d'apprendre avec précision ses styles en peu de temps, et l'entraîne, créant finalement un nouveau style d'épée que Sans Nom nomme « Ba », inventant un nouveau personnage ressemblant partiellement aux personnages de Nuage et d'Épée. Godless découvre où Sans Nom, Vent et Nuage se sont cachés et envoie Terre et Ciel pour tuer Sans Nom, ainsi que quelques guerriers après Vent. Au temple, Nuage bat facilement Terre et Ciel d'un seul coup, mais alors que Wicked et les autres combattent les guerriers envoyés par Godless, Deuxième Rêve se blesse et Vent interrompt son entraînement pour sortir de la grotte et la sauver, tuant les guerriers dans le processus. Ensuite, il part avec sa formation inachevée. Nuage arrive et constate son départ, et Wicked l'envoie auprès de Godless qui tente alors de trouver la tombe du Dragon qui contient un secret sur le destin de la Chine.
Sans Dieu, quant à lui, a pris l'empereur et sa famille en otages et est à la recherche de la tombe du Dragon. L'empereur refuse de l'aider, mais Sans Cœur est capable de découvrir quel chemin vers la tombe est le bon grâce à l'utilisation de son chi qui génère un grand vent lorsqu'il choisit le bon passage. Une fois au bout du chemin, Sans Cœur commence à menacer l'empereur pour plus d'informations sur la tombe du Dragon, mais comme il refuse de parler, Sans Cœur commence à tuer ses femmes et ses fils. Nuage arrive, et les gardes, des soldats impériaux forcés de se rendre, changent de camp instantanément et mettent l'empereur hors de danger. Après un début de duel entre Nuage et Sans Cœur, ce-dernier laisse place à Sans Dieu sur lequel Nuage a initialement le dessus mais est incapable de le blesser en raison de son armure presque invincible. Durant le combat, un tas de roches est emporté par le vent, révélant l'entrée de la vraie tombe du Dragon, qui contient un squelette humain assis. Sans Dieu tue presque Nuage dans l'échange de coups suivants, mais Vent, qui est complètement possédé par les arts diaboliques, arrive et se bat d'abord contre Sans Dieu, puis Nuage, puis les deux, tuant finalement Sans Dieu en coupant son bras par le revers de son armure, qui n'était pas aussi bien protégée que l'envers, et vole l'os de dragon, le secret de la tombe.
Alors que Nuage poursuit Vent, l'empereur supplie Nuage de récupérer l'os de dragon car il est crucial pour le destin de la Chine. Deuxième Rêve trouve finalement Vent à l'endroit secret sur lequel elle lui avait écrit dans une lettre, mais il reste assis là presque sans parler, et les gardes de l'empereur arrivent finalement pour essayer de récupérer l'os de dragon. Cependant, alors que le général se débat avec Deuxième Rêve pour l'os du dragon, Sans Cœur, qui s'était échappé de la bataille précédente, attrape l'os et blesse gravement le général, mais alors que es deux se battent, il se brise en deux et Vent est de nouveau entièrement possédé par le mauvais esprit. Nuage arrive et le combat pour essayer de le ramener, mais échoue car Vent blesse finalement Deuxième Rêve et tue également Chu Chu. Dans un dernier coup, Nuage lance son épée sur lui, le coupant au front et Vent reprend miraculeusement le contrôle. Cependant, le flanc de la falaise endommagé lors de la bataille s'effondre, provoquant la chute de Deuxième Rêve et Vent (qui se dirigeait vers sa bien-aimée). Nuage n'est pas sur la partie de la falaise qui s'effondre mais saute également pour chuter plus vite que Vent et Deuxième Rêve, et exerce une force en utilisant sa technique de la paume de nuage pour repousser Vent et Deuxième Rêve en sécurité. Ce faisant, Nuage plonge dans les profondeurs, mais il n'y a aucune scène de sa mort. Assis en toute sécurité sur la partie stable de la falaise, Vent se plaint de la raison pour laquelle Nuage ne l'a pas tué plus tôt lorsqu'il en a eu l'occasion. Le film se termine brusquement à ce stade.

## Fiche technique
- Titre original : 風雲 II
- Titre international : The Storm Warriors
- Réalisation : Danny Pang et Oxide Pang
- Scénario : Danny Pang, Oxide Pang, Pang Pak-sing et Timax Wong
- Photographie : Decha Srimantra
- Montage : Curran Pang
- Musique : Ronald Ng
- Production : Danny Pang, Oxide Pang, Alvin Lam et Cheung Hong-tat
- Sociétés de production : Universe Entertainment, Sil-Metropole Organisation et Chengtian Entertainment
- Société de distribution : Universe Films Distribution Company
- Pays d’origine :  Hong Kong
- Langue originale : cantonais
- Format : couleur
- Genres : fantastique et wuxia
- Durée : 111 minutes
- Date de sortie :
  -  Malaisie et  Singapour : 10 décembre 2009
  -  Hong Kong : 17 décembre 2009
  -  Thaïlande : 24 décembre 2009

## Distribution
- Aaron Kwok  : Nuage
- Ekin Cheng : Vent
- Simon Yam : Le seigneur Sans Dieu[1]
- Charlene Choi : Deuxième Rêve[2]
- Nicholas Tse : Sans Cœur
- Tiffany Tang : Chu Chu
- Kenny Ho (en) : Sans Nom
- Lam Suet : Le Roi cochon
- Kenny Wong : Le seigneur Wicked
- Patrick Tam : L'empereur chinois

## Production
The Storm Warriors est basé sur le manhua Fung Wan (en) de Ma Wing-shing (en), une série de bande-dessinée créée en 1984. Le film est réalisé par Oxide Pang et son frère Danny Pang, qui étaient également les monteurs de The Storm Riders de 1998. Le film est produit dans le cadre d'un accord de dix ans des frères Pang avec Universe Entertainment. Cette suite est annoncée en mars 2008 lorsque Universe Entertainment a acquis les droits de production de la part de la Golden Harvest après que ses droits de dix ans sur la franchise Fung Wan aient expirés.
Le film est basé sur l'arc narratif de l'invasion japonaise appelée The Death Battle, qui suit Nuage et Vent contre un seigneur de guerre japonais. Les Pang ont déclaré que The Storm Warriors n'était pas une suite directe à The Storm Riders, mais plutôt un film avec une continuité scénaristique différente.
En avril 2008, il est annoncé que les Pang ont changé le titre international du film de The Storm Riders 2 à The Storm Warriors afin d'éviter un conflit sur les droits d'auteur car l'actuel détenteur des droits de la bande-dessinée n'est pas associé à la production du film.

### Distribution
Ma Wing-shing s'implique fortement dans le choix des acteurs, en particulier sur la reprise des rôles par Aaron Kwok et Ekin Cheng, et dément qu'ils soient maintenant trop âgés. Il déclare sur cela : « Ma vision de Nuage est quelqu'un avec une âme torturée, et Aaron ressemble à l'actuel Nuage de la bande-dessinée, plus aujourd'hui qu'il n'y a onze ans. Il a moins un visage d'ange et semble plus mature et adulte maintenant. [...] Au sujet d'Ekin, il est plus insouciant dans le premier film, mais cela sera plus difficile pour lui cette fois car son personnage est parfois possédé par le mal ».

### Tournage
Aaron Kwok et Ekin Cheng, ainsi que les frères Pang, le producteur exécutif Daniel Lam et l'équipe du film commencent la production du film avec une traditionnelle cérémonie de bénédiction thaïlandaise. Le tournage de The Storm Warriors commence en avril 2008 et s'achève en juillet de la même année. Il a entièrement lieu dans trois studios totalisant 5,600 m2 dans le district de Pak-Gret à Bangkok. L'équipe est principalement thaïlandaise étant donné que les Pang ont décidé de tourner le film en Thaïlande, plutôt que dans leur Hong Kong natale : « Nous voulons tourner le film entier avec eux [...} parce que nous leur faisons confiance, et que c'est probablement moins cher que de tourner à Hong Kong, même en comptant le déplacement aérien de certains accessoires et costumes ». Des médias et des distributeurs de films de toute l'Asie sont invités à venir visiter les studios de tournage et également à assister en direct à une scène de combat entre Ekin Cheng et Aaron Kwok.

### Conception et effets
Les effets visuels du film sont produits par Fat Face Productions, un leader dans le travail d'effets numériques pour la région asiatique avec des participations passés à Les Seigneurs de la guerre (2007) et Crazy Kung-Fu (2004). The Storm Warriors est remarquable pour être le premier film en langue chinoise à être tourné sur fond bleu et dans des décors sur mesure. Les Pang avaient l'intention de donner à leur film un aspect et une sensation similaires à ceux du film américain 300 (2007),. Ils ont finalement été obligé de ne pas tourner entièrement sur fond bleu, car cela aurait dépassé le budget et ruiné la photographie du film qu'Oxide Pang commente : « Nous avons décidé de le rendre plus réaliste, et moins semblable à une bande dessinée, mais vous saurez instantanément qu'il s'agit d'un film réalisé à partir d'une bande dessinée rien qu'en regardant l'arrière-plan ». Pendant la post-production, plus de 1000 plans d'effets visuels impliquant les décors et les arrières-plans du film ont été créés.

### Publicité
Ma Wing-shing a publié une affiche dessinée à la main pour The Storm Warriors lors de la Convention d'animation et de bande dessinée de Hong Kong en juillet 2009. Universe Entertainment a ensuite créé une version live-action de l'affiche de Ma. Une bande-annonce est diffusée sur le site internet officiel du film et dans les cinémas à partir du 17 juin 2009. La version chinoise du site est lancée à Pékin le 3 août 2009.

## Prix et nominations
| Prix et nominations                     | Prix et nominations               | Prix et nominations                  | Prix et nominations |
| Cérémonie                               | Catégorie                         | Récipiendaire                        | Issue               |
| --------------------------------------- | --------------------------------- | ------------------------------------ | ------------------- |
| 29e cérémonie des Hong Kong Film Awards | Meilleure direction artistique    | Yee Chung-man (en), Lau Man-hung     | Nomination          |
| 29e cérémonie des Hong Kong Film Awards | Meilleurs costumes et maquillages | Yee Chung-Man, Dora Ng (en)          | Nomination          |
| 29e cérémonie des Hong Kong Film Awards | Meilleure chorégraphie d'action   | Ma Yuk-sing                          | Nomination          |
| 29e cérémonie des Hong Kong Film Awards | Meilleur son                      | Ken Wong, Phyllis Cheng, Lam Siu-yu  | Nomination          |
| 29e cérémonie des Hong Kong Film Awards | Meilleurs effets visuels          | Ng Yuen-fai, Chas Chau, Tam Kai-kwan | Lauréat             |